# Les Infournas
Les Infournas korábbi község (település) Franciaországban, Hautes-Alpes megyében. 2013. január 1-jén a korábbi Saint-Bonnet-en-Champsaur és Bénévent-et-Charbillac községgel egyesült és Saint-Bonnet-en-Champsaur új község része lett.
Lakosainak száma 29 fő (2018. január 1.). Les Infournas Bénévent-et-Charbillac, La Motte-en-Champsaur és Saint-Bonnet-en-Champsaur községekkel határos.

## Népesség
A település népességének változása:
| Lakosok száma | 56   | 43   | 36   | 29   | 24   | 23   | 26   | 24   | 24   | 29   |
|               | 1968 | 1975 | 1982 | 1990 | 1999 | 2006 | 2008 | 2015 | 2017 | 2018 |